# Coryphistes glabriceps
Coryphistes glabriceps är en insektsart som beskrevs av Sjöstedt 1920. Coryphistes glabriceps ingår i släktet Coryphistes och familjen gräshoppor. Inga underarter finns listade i Catalogue of Life.